# Уэлан, Эдвард
Эдвард Уэлан (англ. Edward Whelan; 1824, Баллина, Коннахт — 10 декабря 1867, Scottland, Иллинойс) — делегат Острова Принца Эдуарда на конференции в Квебеке и один из отцов Канадской конфедерации.  Он также был журналистом, оратором и защитником ответственного правительства.

## Ранние годы
Эдвард Уэлан родился в 1824 году в Баллине, графство Мейо, в Ирландии. В 1831 году в возрасте 7 лет вместе с семьёй переехал в Галифакс, Новая Шотландия. Выросши в Галифаксе, он находился под большим влиянием Джозефа Хау и отца Ричарда Баптиста О’Брайена, динамичного ирландского священника, который был одаренным оратором, там же политик был учеником печатника. Эти два фактора привели к тому, что Уэлан бросил свои исследования в возрасте 18 лет, чтобы занять должность редактора The Register, ирландской католической либеральной газеты.

## Журналистская карьера
Эдвард Уэлан работал в газете The Register, основной аудиторией которой были ирландские католики.

## Политическая карьера
В августе 1846 года Уэлан был избран в качестве члена Ассамблеи от Сент-Питерса в графстве Кингс. Он оставался членом Ассамблеи до последнего года своей жизни, но посещал её нерегулярно. Критики Уэлана отмечают, что его политическому голосу недоставало той страсти и гениальности, которые были очевидны в его печатных работах.
Осенью 1846 года Уэлан решил заняться ещё одним газетным предприятием, а именно «экзаменатором»[прояснить]. Эта публикация едва не провалилась, но ему удалось её сохранить.
Затем Уэлан посвятил почти весь 1850 год выступлениям на совещаниях о концепции ответственного правительства. Это привело к повышению статуса Уэлана, и в апреле 1851 года он был назначен в Исполнительный совет и королевским печатником.
В рамках этой новой роли правительства Уэлан провел большую часть своего времени, защищая основные либеральные реформы, касающиеся Закона о бесплатном образовании, расширения франшизы и Закона о покупке земли. Эти либеральные реформы не обошлись без споров, и Уэлан принял на себя главный удар критики.

### Конфедерация
В 1864 году Союз британских североамериканских колоний был темой года. Хотя либералы были против Конфедерации, которую поддерживал Уэлан поскольку видел в ней возможность для Пей получить больший контроль над своими собственными делами. Уэлан был выбран в качестве одного из делегатов конференции в Квебеке. Участие в этой конференции сделало этого журналиста ещё более сильным сторонником. Несмотря на его защиту, немногие политики и жители были убеждены, и он был разочарован.

## Конец политической карьеры
Позиция Уэлана по Конфедерации, а также по другим вопросам, привела его к изоляции внутри либеральной партии. На выборах 1867 года Уэлан потерпел первое поражение за 21 год. Он потерял поддержку своих традиционных сторонников, осудив Лигу арендаторов и Фенианство. Более того, его поддержка конфедерации была непопулярна среди жителей Пея. По всем трём этим вопросам его оппонент Эдвард Райлли имел преимущество.
Однако Уэлан считал, что поражение произошло из-за неодобрения недавно назначенного клирика церкви Святого Петра, отца Уильяма Фелана, сторонника Рейли. Уэлан считал, что духовенство оказало чрезмерное влияние на выборы.
Уэлан был огорчён этим поражением, и к осени 1867 года его здоровье стало медленно ухудшаться. Уэлан умер 10 декабря 1867 года.